# Temple maçonnique de Lille
Le temple maçonnique de Lille est un bâtiment constitué de deux immeubles situé à Lille, dans le département français du Nord et la région Hauts-de-France, lieu de réunion de la loge « la Lumière du Nord » du Grand Orient de France et siège du Cercle philosophique de la Métropole lilloise.

## Historique
La loge « la Lumière du Nord » est fondée en 1893. Elle élit Charles Debierre, titulaire de la chaire d'anatomie à la faculté de médecine de Lille, vénérable maître de la loge en 1899. En 1910, il décide, avec d'autres initiés, d'acheter les locaux du 2 de la rue Thiers pour établir un nouveau temple. Le bâtiment, constitué de deux immeubles accolés, est acquis par la société civile immobilière « la Lumière du Nord », qui deviendra en 1911 la société immobilière Voltaire puis par la suite Léon Arquembourg. Il confie la modification des immeubles à l'architecte Albert Baert, lui aussi membre de la loge. Le temple est inauguré le 5 juillet 1914.
Très rapidement, le temple doit être abandonné avec l'arrivée des forces d'occupation allemandes. Elles transforment le rez-de-chaussée en cantine militaire.
Pendant la Seconde Guerre mondiale, l'édifice de la rue Thiers est également saisi, saccagé et dépouillé de ses meubles. À la fin du conflit, les francs-maçons tenteront de les racheter dans les salles de ventes, sans toutefois tout retrouver.
L'immeuble, façade et toiture sur rue, et le temple Charles Debierre situé au deuxième étage de l'immeuble font l'objet d'une inscription au titre des monuments historiques depuis le 15 mars 1988.
Les locaux ont été rénovés de 2008 à 2012.

## Architecture
La façade, constituée de briques rouges, présente une partie haute aveugle, ornée d'une frise géométrique. En bas, à droite, on reconnaît les éléments de l’ancienne maison particulière de 1880 et, à gauche, quatre colonnes d’ordre dorique qui prennent appui sur un soubassement de pierre bleue pour soutenir une architrave à cinq arcatures formant loggia. Le soubassement est percé de portes et fenêtres dont certaines sont au niveau du trottoir.

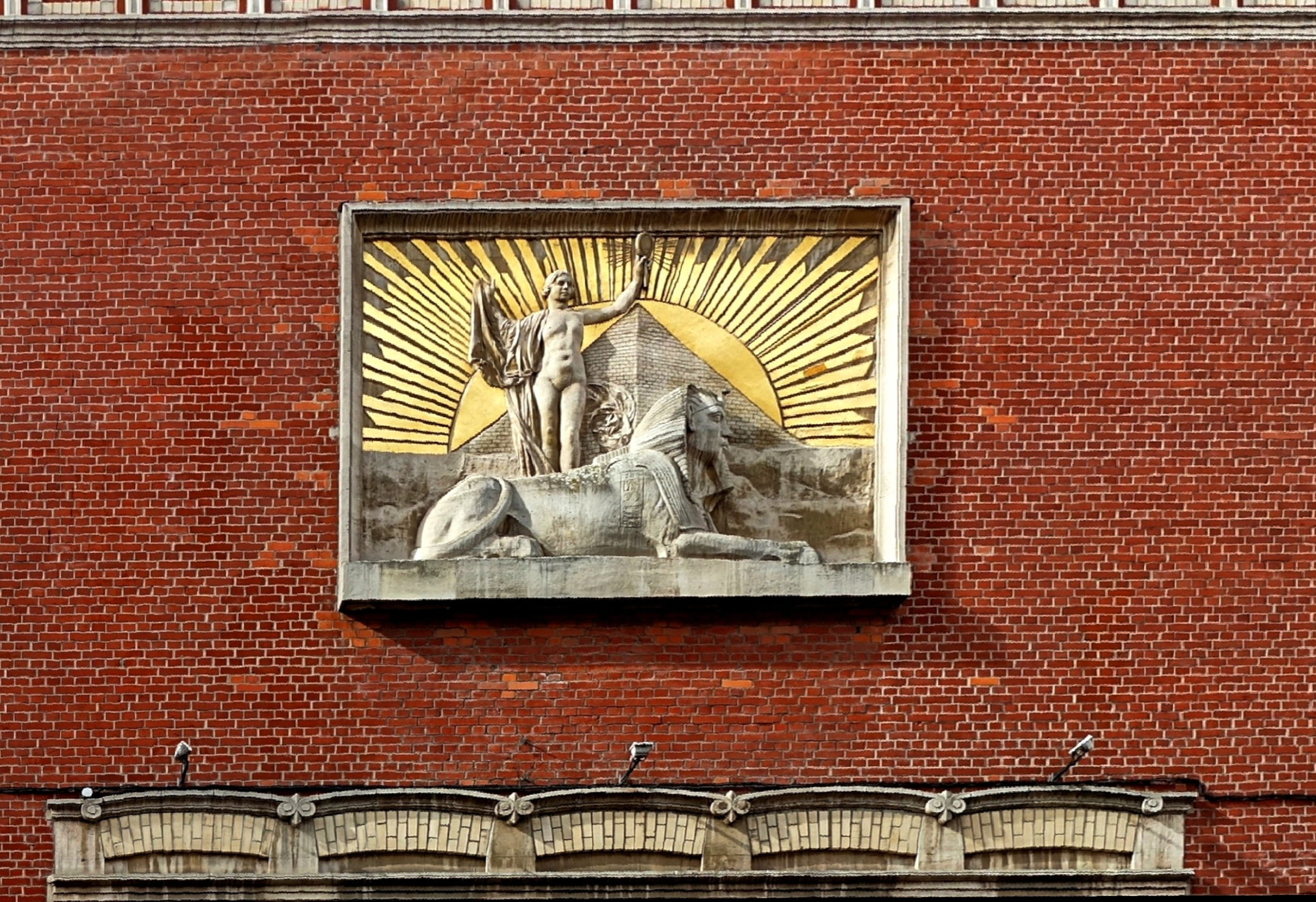
Bas-relief du sphinx au temple maçonnique de Lille

La loggia est surmontée d'un grand bas-relief où se superposent un sphinx, emblème du secret maçonnique, une pyramide, symbole de la matière et de son dégagement par l'élévation de l'esprit, un soleil d'or rayonnant, symbole de lumière, et une figure féminine portant un miroir à main qui symbolise la lumière du nord.
Le temple intérieur comprend, au rez-de-chaussée, un bar, et des grands escaliers de bois qui mènent vers deux temples : un petit qui peut accueillir 60 personnes et un grand, le temple Charles Debierre, qui peut recevoir jusqu'à 120 personnes.
Les éléments caractéristiques du style égyptien sont plus visibles encore à l’intérieur qu’à l’extérieur. Le temple principal est constitué de six paires de demi colonnes lotiformes et le disque lunaire, sommé de la couronne « hathorique » et soutenu par des fleurs de lotus symbolisant Isis, orne chaque battant de la porte. Les plateaux (petits « bureaux » des officiers) sont conçus comme des temples en miniature, quatre colonnes encadrant une porte formant façade. Le fauteuil du président est sommé d’un fronton triangulaire porté par le disque ailé symbolisant le dieu égyptien Horus.

## Localisation
L'édifice est situé au 2 rue Thiers à Lille. Ce site est desservi par la station de métro Rihour.